# Turning Stone Casino Classic XXVII
Das Turning Stone Casino Classic XXVII war ein Poolbillardturnier in der Disziplin 9-Ball, das vom 5. bis 8. Januar 2017 im Turning Stone Casino in Verona im Oneida County in New York stattfand und Teil der Joss Northeast Tour war.
Sieger wurde der Schotte Jayson Shaw, der im Finale den Amerikaner Rodney Morris mit 13:6 besiegte. Dennis Hatch belegte den dritten Platz.

## Rangliste
Das Turnier wurde im Doppel-K.-o.-System ausgespielt. Ausspielziel waren neun Partien in der Vorrunde und 13 Partien im Finale. Im Folgenden sind die 32 bestplatzierten Spieler angegeben.
| Platz | Spieler           |
| ----- | ----------------- |
| 1     | Jayson Shaw       |
| 2     | Rodney Morris     |
| 3     | Dennis Hatch      |
| 4     | Amar Kang         |
| 5     | Thorsten Hohmann  |
| 5     | John Morra        |
| 7     | Óscar Domínguez   |
| 7     | Johnny Archer     |
| 9     | Jarrod Clowery    |
| 9     | Jorge Rodríguez   |
| 9     | Darren Appleton   |
| 9     | Sebastien Laramee |
| 13    | Tom D’Alfonso     |
| 13    | Nelson Oliveira   |
| 13    | Joey Cicero       |
| 13    | Tom Theriault     |

| Platz | Spieler           |
| ----- | ----------------- |
| 17    | Tom Zippler       |
| 17    | Karen Corr        |
| 17    | Hunter Lombardo   |
| 17    | Jeremy Sossei     |
| 17    | Spencer Auigbelle |
| 17    | Del Sim           |
| 17    | Ernesto Domínguez |
| 17    | Phil Davis        |
| 25    | Tony Antone       |
| 25    | Luc Salvas        |
| 25    | Eric Cloutier     |
| 25    | Brandon Shuff     |
| 25    | Danny Hewitt      |
| 25    | Ed Saur           |
| 25    | Erik Hjorleifson  |
| 25    | Bucky Souvanthong |